# Euphyia propinqua
Euphyia propinqua là một loài bướm đêm trong họ Geometridae.